# Coppa Italia Primavera 1990-1991
La Coppa Italia Primavera 1990-1991 è stata la diciannovesima edizione del torneo riservato alle squadre giovanili iscritte al Campionato Primavera. Il detentore del trofeo era il Torino.
La vittoria finale è andata all'Avellino per la seconda volta nella sua storia.